# Sphyraena argentea
Sphyraena argentea és un peix teleosti de la família dels esfirènids i de l'ordre dels perciformes.

## Morfologia
Pot arribar als 145 cm de llargària total.

## Alimentació
Menja peixos.

## Distribució geogràfica
Es troba a les costes del Pacífic Oriental (des d'Alaska fins a la Baixa Califòrnia).